# Kalimantan Barat
Kalimantan Barat är en provins på västra Borneo i Indonesien. Provinsen uppgår till en yta av 146 807 km² med ett invånarantal av 4 042 817 (2005).

## Administrativ indelning
Provinsen är indelad i 11 distrikt och 2 städer.
Distrikt (Kabupaten):
- Bengkayang, Kapuas Hulu, Kayong Utara, Ketapang, Landak, Melawi, Pontianak, Sambas, Sanggau, Sekadau, Sintang

Städer (Kota):
- Pontianak, Singkawang